# Tourpal-Ali Atgerïev
Tourpal-Ali Atgerïev (8 mai 1969- 18 août 2002) est un vice-Premier ministre, ministre de la Sécurité nationale de la république tchétchène d'Itchkérie.

## Biographie
Atgerïev est un ancien agent de la police de la circulation soviétique et un vétéran de la guerre géorgienne-abkhaze. Pendant la première guerre de Tchétchénie, il coordonne toutes les unités pendant les batailles de Grozny et sert comme commandant de terrain du district de Shelkovsky en Tchétchénie, notamment en prenant part à la crise des otages de Kizliar-Pervomaïskoïe en 1996 au Daghestan. Plus tard, il devient vice-Premier ministre dans le gouvernement du président tchétchène Aslan Maskhadov.
En juillet 1999, alors qu'il tente d'engager des pourparlers avec la partie russe, Atgerïev est brièvement arrêté à l'aéroport de Vnoukovo à Moscou avec le procureur général adjoint tchétchène Adam Torkhachev et deux fonctionnaires du bureau de Moscou du ministère tchétchène de l'intérieur (en). Il déclare à deux reprises aux médias russes qu'il a alerté Vladimir Poutine, alors directeur du service fédéral de sécurité de la fédération de Russie (FSB), à l'été 1999, de l'invasion imminente au Daghestan. Atgerïev n'a pas participé activement à la seconde guerre de Tchétchénie (à cette époque, il ne disposait pas d'hommes armés sous ses ordres excepté ses gardes du corps personnels). Néanmoins, il est faussement impliqué dans le scandaleux échange de prisonniers d'Andreï Babitski, un journaliste russe enlevé par l'armée russe,.
Atgerïev, que le Nezavissimaïa Gazeta qualifie de « dernier membre restant de la direction tchétchène fidèle sans équivoque au président Aslan Maskhadov », est capturé en octobre 2000 et condamné à 15 ans de prison. Le 18 août 2002, alors qu'il purge sa peine à la prison d'Iekaterinbourg, Atgerïev meurt mystérieusement d'une « hémorragie interne » attribuée à la leucémie. Le vice-Premier ministre tchétchène Akhmed Zakaïev accuse les autorités russes d'avoir l'assassiné. Ses proches affirment qu'il a été torturé à mort. L'affaire est mise en évidence dans la lettre ouverte de Memorial à Poutine.